# Phylidorea (Phylidorea) melanura
Phylidorea (Phylidorea) melanura is een tweevleugelige uit de familie steltmuggen (Limoniidae). De soort komt voor in het Palearctisch gebied.